# Efe Aydan
Efe Aydan (Ankara, Turquía, 4 de mayo de 1955) es un ex baloncestista turco. Es considerado uno de los mejores jugadores turcos de baloncesto de todos los tiempos. Disputó 224 partidos con la selección nacional, fue capitán en 89 partidos y marcó 2 195 puntos. Ha sido ganador de la Liga de Baloncesto de Turquía, en 6 ocasiones, del Campeonato de los Balcanes y de los Juegos Mediterráneos. Aydan fue también el primer jugador turco de baloncesto en ser seleccionado para la Euroliga de Baloncesto en 1981, donde logró una actuación memorable frente al Club Joventut de Badalona. Con una personalidad ejemplar y un maravilloso espíritu deportivo, que demostró a lo largo de toda su carrera, Efe Aydan es un modelo a seguir, que ha sabido conquistar al público gracias a su inmenso talento. Consiguió importantes logros deportivos con los que sueñan la mayoría de jugadores, tanto con su selección como con algunos de los clubes en los que jugó.

## Trayectoria
Empezó jugando en las categorías inferiores del Galatasaray a la edad de 16 años. Su talento le llevó a ser fichado por Eczacıbaşı Holding, donde estuvo jugando durante un par de años. Aydan se convirtió en jugador habitual de la selección turca, participando en el Campeonato Europeo de Baloncesto Masculino de 1975 y el Campeonato Europeo de Baloncesto Masculino de 1981. En ambos torneos, Aydan fue declarado el jugador más valioso de su selección. Gracias a su sólido juego ingresó en la Euroliga de Baloncesto de 1981. Además, Turquía logró su primer título internacional en la final contra Grecia del Campeonato de los Balcanes de 1981, siendo Aydan uno de los mejores jugadores del equipo. Se retiró en 1991, siendo jugador del Tofaşspor.

### Fama nacional
Se le conoce como el pionero del baloncesto turco. Goza de una fama legendaria entre la afición turca y es considerado el héroe nacional más importante de este deporte. Muchos piensan que fue menospreciado y que podría haber sido uno de los mejores jugadores del baloncesto europeo. Por entonces, el baloncesto en Turquía carecía de profesionalidad, lo que contribuyó a su escaso reconocimiento fuera de las fronteras de este país.

## Vida personal
Es el hijo de la cantante lírica turca Sevda Aydan y el hermano mayor del actor turco Ege Aydan.

## Logros
- Liga de Baloncesto de Turquía: (6)
- Campeonato de los Balcanes: (2)
- Juegos Mediterráneos: (1)
- Juegos Islámicos: (1)

## Equipos
- 1971-73  Galatasaray
- 1973-75  Karşıyaka
- 1975-82  Eczacıbaşı
- 1982-86  Fenerbahçe
- 1986-87  Beşiktaş
- 1987-88  Paşabahçe
- 1988-92  Tofaşspor